# Brenthis radiata
Brenthis radiata är en fjärilsart som beskrevs av Silbernagel 1911. Brenthis radiata ingår i släktet Brenthis och familjen praktfjärilar. Inga underarter finns listade i Catalogue of Life.